# اسامه محمد (کارگردان)
اسامه محمد (عربی: أسامة محمد؛ زادهٔ ۲۱ مارس ۱۹۵۴) کارگردان فیلم، فیلم‌نامه‌نویس، و بازیگر اهل سوریه است. صندوق دنیا فیلم اوست که در بخش نوعی نگاه جشنواره فیلم کن ۲۰۰۲ به نمایش درآمد. او همچنین در نوشتن فیلم‌نامه شب مشارکت داشته‌است.